# النصب التذكاري لمقابر الأتراك في سيدي بشر

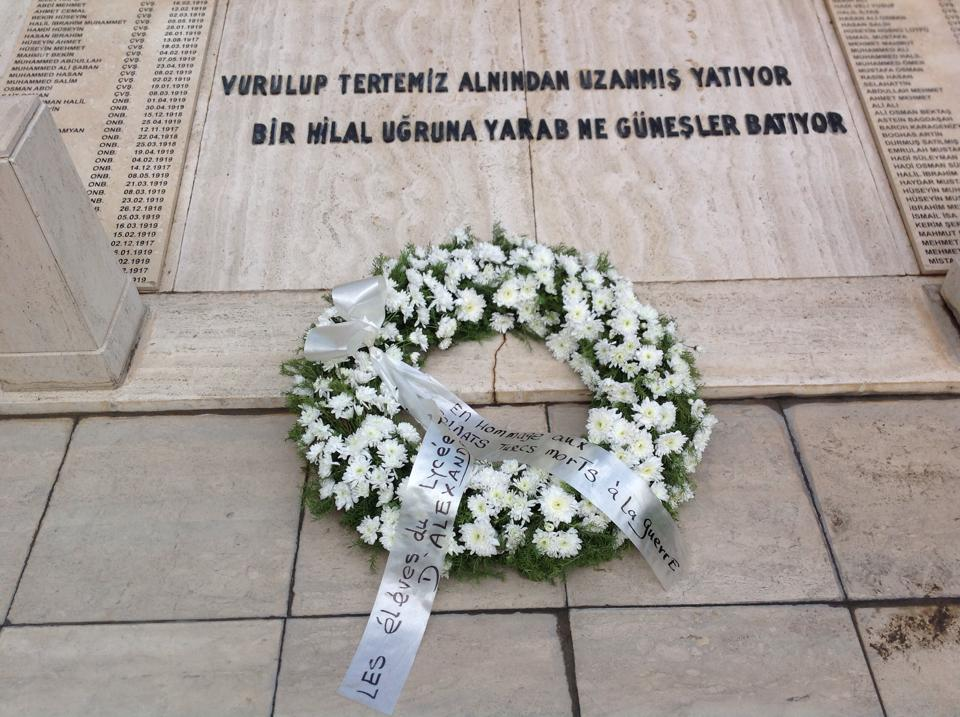
تذكار

يقع النصب التذكاري التركي بمنطقة سيدي بشر بالإسكندرية في جمهورية مصر العربية. هذا الأثر عبارة عن مقبرة جماعية يرقد فيها خمسمئة وثلاثة عشر (513) جنديا ومدنيا من الأتراك، شهداء الحرب العالمية الأولى، توفوا في مخيم الأسرى الواقع بحي سيدي بشر تحت إدارة القوى البريطانية التي كانت تحكم مصر في ذلك الوقت.[بحاجة لمصدر]

## السياق التاريخي

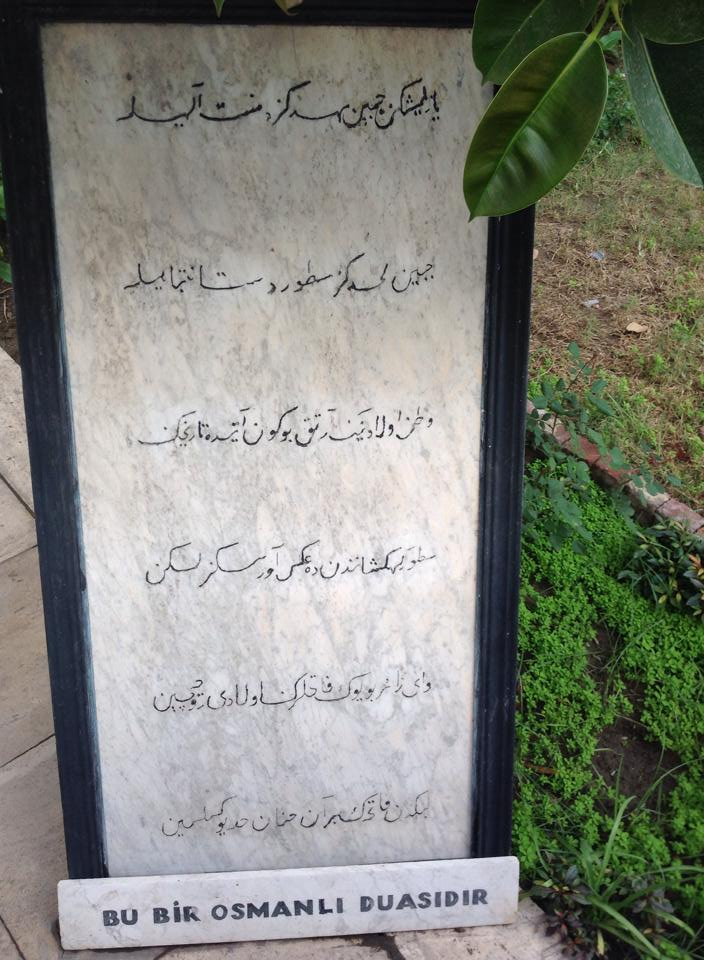
قصيدة عثمانية

دامت الحرب العالمية الأولى من عام 1914 حتى عام1918 هذه الحرب قد دفعت بعدد هائل من الجنود والشهداء وتسببت بكم من الدمار المادي ليس له مثيل في أي حرب سابقة.
يبلغ عدد الوفيات إلى عشرة ملايين نفس تقريبا، أما المعاقين فيقدرون إلى ثمانية ملايين جندي. بدأت تركيا الحرب في التاسع والعشرين من أكتوبر سنة 1914 مع قوى التحالف. CUP كان الحزب الحاكم آنذاك هو ال
(لجنة الاتحاد والتقدم) المعروف باسم الشباب الأتراك الذي تولى السلطة بعد الانقلاب العسكري في 23 يناير عام 1913 تم أسر الجنود الأتراك خلال الحملة التي شنت على فلسطين وسيناء ونقلوا إلى معسكرات الأسرى على مثال معسكر سيدي بشر بمصر.
```
وبعد مرور ثلاثة عقود تم تشييد هذا النصب التذكاري لتخليد ذكرى شهداء معسكر سيدي بشر بالإسكندرية
```

## الوصف
يتميز ذلك الأثر أنه على هيئة خنجر مغروس في قاعدة أعلى ثلاث درجات.
```
أسفل النحت، يمكننا قراءة، كشاهدة قبر، بيت شعر للشاعر التركي «محمد عاكف إرسوي»، مؤلف النشيد الوطني التركي:
```

```
« Vurulup tertemiz alnından uzanmış yatıyor Bir hilal uğruna Yarab ne geneşler batıyor» 
```

«طعن بوجهه البرئ، يرقد مستلقيا. كم من شموس يا رب تختفي لمجد قمر واحد»
حول الأثر، مدونة أسماء ورتب الخمسمائة وثلاثة عشر شهيدا بمخيم سيدي بشر.
علي اليسار، نرى لوحة تذكارية مكتوبة بثلاث لغات: التركية، الإنكليزية والعربية. تروي لنا الظروف التي أسرفيها هؤلاء الأتراك.
على اليمين، لوحة أخرى مدون عليها شعر تركي عثماني يدعو القارئ إلى الدعاء لأجل هؤلاء الشهداء.

## تاريخ الأثر
بني الأثر التركي عام 1941 وتم ترميمه عام 1968
تم بيع الأرض المبني عليها الأثر من قبل بلدية الإسكندرية واشترتها الجالية التركية وبالأخص الاتحاد التركي للمساعدة عام 1931
دفن ال513 شهيد تركي بالإسكندرية لأنهم أسروا من القوى البريطانية خلال الحرب العالمية الأولى من 1915 حتى 1918 في النزاعات التي حدثت على الجبهة الفلسطينية.
المسؤول عن صيانة وإصلاح هذه المقابر هو الملحق العسكري للسفارة التركية بالقاهرة.
أما القنصلية العامة التركية الواقعة بالإسكندرية، فمن مهامها رعاية ومراقبة هذا الأثر.

## حياة الأسرى بداخل المعسكر
الحياة في المعسكر كانت بسيطة وطبيعية. الأسرى الأتراك كانوا يقضون أوقاتهم في تعلم اللغات الأجنبية مثل الإنكليزية والفرنسية. كان الجنود الأمّيون يتعلمون القراءة والكتابة. كما كان البعض منهم يعمل ويتقاضى راتبا.
و كان البعض الآخر يقضي أوقاته في أنشطة كقراءة الصحف مثل «التايمز». كانوا يقرأون أيضا الصحف المصرية ويترجمون بعض المقالات إلى التركية حتى أصداروا صحفا كاملة بالتركية مثل:
```
ألبوم السبي Esaret Albümü وزنبق الماء Nilüfer والصوت Sada والوجود التركي Türk Valığı والغد Yarın وكما نرى في الصورة، يرتدي الجنود زيا مدنيا ولا يرتدون ملابس مخصصة للأسرى
```

## الجدلية حول وفاة الخمسمئة والثلاثة عشر جنديا
بدأ نزاع بين تركيا وانكلترا منذ عام 1920 على أسباب موت بعض الجنود في المعسكرات بأنحاء مصر ومنها معسكر سيدي بشر. اتهمت السلطات التركية السلطات البريطانية بأنهم قتلوا جنودهم بالسم.
هذا الجدل يبدو مثيراً للدهشة نظراً للمعاملة الحسنة للأتراك في هذه المخيمات.
لكن عند قراءة اللوحات نستطيع ملاحظة أن أغلب الأسرى قد توفوا ما بين 1918 و1920
لذلك يمكن للمرء أن يتساءل بحق ما إذا كان البعض قد تعرض بالفعل لسوء المعاملة.

## تخليد الذكرى
لم يذهب هؤلاء الشهداء في طي النسيان، يقوم الأتراك بزيارتهم بصفة مستمرة.كما تقام الحفلات الرسمية لتخليد ذكراهم.
في 25 نوفمبر 2014 وفي إطار العيد المئوي للحرب العالمية الأولى، قام السيد سردار بلانتيبي، القنصل العام للجمهورية التركية باستقبال طلبة وطالبات الصف الثالث من مدرسة الليسيه الفرنسية بالإسكندرية، للتذكر معا في جو من المحبة والأخوة، هؤلاء ال513 جنديا الذي قدموا أرواحهم من أجل بلادهم.
كان هذا الحدث مؤثرا جدا بالنسبة لهؤلاء الشباب الذين أدركوا أن السلام هو قيمة مقدسة يجب العمل على الاحتفاظ بها على الدوام.